# Liste der Naturschutzgebiete im Hochtaunuskreis
Im hessischen Hochtaunuskreis gibt es die in der nachfolgenden Tabelle gelisteten Naturschutzgebiete.

## Bestehende Naturschutzgebiete
| Name                                  | Bild | Kennung              | Einzelheiten                                                            | Position | Fläche Hektar | Datum         |
| ------------------------------------- | ---- | -------------------- | ----------------------------------------------------------------------- | -------- | ------------- | ------------- |
| Altkönig                              |      | 1434001 WDPA: 81275  | OSM-Link zur Kartendarstellung: „Altkönig“                              | ⊙        | 205,55        | 1944          |
| Burghain - Falkenstein                |      | 1434002 WDPA: 81493  | OSM-Link zur Kartendarstellung: „Burghain - Falkenstein“                | ⊙        | 36,24         | 17. Feb. 1966 |
| Oberes Emsbachtal                     |      | 1434004 WDPA: 82268  | OSM-Link zur Kartendarstellung: „Oberes Emsbachtal“                     | ⊙        | 19,75         | 14. Dez. 1979 |
| Reichenbachtal                        |      | 1434005 WDPA: 82380  | OSM-Link zur Kartendarstellung: „Reichenbachtal“                        | ⊙        | 21,63         | 17. Feb. 1966 |
| Rentmauer - Dattenberg                |      | 1434006 WDPA: 82396  | OSM-Link zur Kartendarstellung: „Rentmauer - Dattenberg“                | ⊙        | 10,46         | 12. Juli 1974 |
| Riedelbacher Heide                    |      | 1434007 WDPA: 82412  | OSM-Link zur Kartendarstellung: „Riedelbacher Heide“                    | ⊙        | 8,95          | 28. Nov. 1969 |
| Schmittröder Wiesen                   |      | 1434008 WDPA: 82536  | OSM-Link zur Kartendarstellung: „Schmittröder Wiesen“                   | ⊙        | 22,72         | 25. Mai 1977  |
| Reifenberger Wiesen                   |      | 1434009 WDPA: 82383  | OSM-Link zur Kartendarstellung: „Reifenberger Wiesen“                   | ⊙        | 23,37         | 17. Okt. 1983 |
| Weihergrund von Anspach               |      | 1434010 WDPA: 166210 | OSM-Link zur Kartendarstellung: „Weihergrund von Anspach“               | ⊙        | 3,85          | 24. Nov. 1986 |
| Hünerbergwiesen von Oberursel         |      | 1434011 WDPA: 163828 | OSM-Link zur Kartendarstellung: „Hünerbergwiesen von Oberursel“         | ⊙        | 21,66         | 2. Dez. 1986  |
| Hinterste Neuwiese bei Kronberg       |      | 1434012 WDPA: 163692 | OSM-Link zur Kartendarstellung: „Hinterste Neuwiese bei Kronberg“       | ⊙        | 12,87         | 14. Feb. 1989 |
| Waldwiesenbachtal von Oberhöchstadt   |      | 1434013 WDPA: 166156 | OSM-Link zur Kartendarstellung: „Waldwiesenbachtal von Oberhöchstadt“   | ⊙        | 11,11         | 24. Nov. 1989 |
| Dombachwiesen von Riedelbach          |      | 1434015 WDPA: 162776 | OSM-Link zur Kartendarstellung: „Dombachwiesen von Riedelbach“          | ⊙        | 12,4          | 17. Feb. 1995 |
| Detzelbachtal bei Wernborn            |      | 1434016 WDPA: 162731 | OSM-Link zur Kartendarstellung: „Detzelbachtal bei Wernborn“            | ⊙        | 7,73          | 2. Aug. 1995  |
| Saubach und Niedgesbach bei Schmitten |      | 1434017 WDPA: 165327 | OSM-Link zur Kartendarstellung: „Saubach und Niedgesbach bei Schmitten“ | ⊙        | 64,4          | 13. Nov. 1995 |
| Kirdorfer Feld bei Bad Homburg        |      | 1434018 WDPA: 164099 | OSM-Link zur Kartendarstellung: „Kirdorfer Feld bei Bad Homburg“        | ⊙        | 55,33         | 17. Okt. 1996 |
| Silberbachtal bei Schloßborn          |      | 1434019 WDPA: 319112 | OSM-Link zur Kartendarstellung: „Silberbachtal bei Schloßborn“          | ⊙        | 39,67         | 15. Okt. 1997 |
| Röllbachtal bei Usingen               |      | 1434020 WDPA: 319000 | OSM-Link zur Kartendarstellung: „Röllbachtal bei Usingen“               | ⊙        | 73,93         | 11. Aug. 1999 |
| Legende für Naturschutzgebiet         |      |                      |                                                                         |          |               |               |

## Teilflächen
Ein weiteres Naturschutzgebiet liegt nur mit einer Teilfläche im Hochtaunuskreis.
| Name                                            | Bild | Kennung              | Kreis                                                     | Einzelheiten | Position | Fläche Hektar | Datum |
| ----------------------------------------------- | ---- | -------------------- | --------------------------------------------------------- | ------------ | -------- | ------------- | ----- |
| Dattenbachtal zwischen Kröftel und Vockenhausen |      | 1436012 WDPA: 162710 | Rheingau-Taunus-Kreis, Main-Taunus-Kreis, Hochtaunuskreis |              | ⊙        | 90,93         | 1993  |
| Legende für Naturschutzgebiet                   |      |                      |                                                           |              |          |               |       |

## Ehemalige Naturschutzgebiete
- Marmorstein 1928–1994
- Stuhlberg 1966–1983